# Ludwig Mandl
Ludwig Lazar Mandl oder Lajos Lázár Mandl, später häufig französisch Louis Mandl, (* Dezember 1812 in Pest; † 5. Juli 1881 in Paris) war ein ungarisch-französischer Mediziner.

## Leben
Mandl war Sohn wohlhabender Eltern. Nach der jüdischen Elementarschule absolvierte er das Piaristengymnasium in Pest. Für die philosophischen Studien ging er nach Wien. Zum weiteren Studium der Philosophie und Medizin kehrte er zurück in seine Heimatstadt, an die Universität Pest. Für das Studium der Mathematik und Astronomie ging er an die Universität Wien, unter anderen zu Andreas von Ettingshausen, und blieb dort bis 1835. 1836 wurde er an der Pester Universität mit der Dissertation de sanguine respectu pathologico zum Dr. med. promoviert. Diese Dissertation widmete er seinem Astronomielehrer Joseph Johann von Littrow.
Mandl übersiedelte nach Paris, zunächst für weitere Studien. Dort wurde über die Jahre zu einem erfolgreichen praktischen Arzt. Auch wissenschaftlich blieb er in dieser Zeit aktiv. Seine Abhandlung Ueber die Mittel zur Entdeckung des Eiters im Blute trug er vor der Académie des sciences am 20. Februar 1837 in französischer Sprache unter dem Titel Sur les moyens de decouvrir le pus dans le sang vor und erregte damit die Aufmerksamkeit seiner Fachkollegen. Ebenso wie mit seinen mikroskopischen Studien. Er war um die Verbreitung des Mikroskops in den medizinischen Wissenschaften bemüht. 1842 wurde er in Paris nochmals zum Dr. med. promoviert. Sein Manuel d’Anatomie appliqué à la Physiologie et à la Pathologie wurde mit Dekret des Unterrichtsministers 1843 als Lehrbuch für die Écoles preparatoires de Medecine in Frankreich eingeführt.
Mandl wurde 1843 Mitglied der Medizinischen Fakultät der Universität Paris, für die er auch Präparate herstellte. 1846 begann er seine Vorlesungen über mikroskopische Anatomie am Collège de France. Außerdem setzte er sich zunehmend mit dem Kehlkopf und den Atemorganen auseinander, zu denen er ab 1862 Vorlesungen hielt. Bereits 1849 erhielt er die französische Staatsbürgerschaft.
Mandl war Mitglied und Ehrenmitglied vieler wissenschaftlicher Gesellschaften in Europa. 1846 wurde er zum Ritter der Ehrenlegion ernannt.

## Werke (Auswahl)
Mandl war ab 1846 Herausgeber der Monatsschrift Archives d’anatomie générale et de physiologie.
- Anatomie microscopique. 2 Bände. Baillière, Paris 1838–1857.
- Traité pratique du Microscope. Baillière, Paris 1839 (mit Beschluss vom 4. März 1850 durch die Akademie der Wissenschaften in Paris mit einem Preis ausgezeichnet).
- Mémoires d'anatomie pathologique. Béchet et Labé, Paris 1840.
- Anatomie générale. Baillière, Paris 1843 (1858 durch die Akademie der Wissenschaften in Paris mit einem Preis ausgezeichnet).
- Manuel d’Anatomie appliqué à la Physiologie et à la Pathologie. Baillière, Paris 1844.
- Traité pratique des maladies du larynx et du pharynx. Baillière, Paris 1872.